# Calochortus catalinae
Calochortus catalinae är en liljeväxtart som beskrevs av Sereno Watson. Calochortus catalinae ingår i släktet Calochortus och familjen liljeväxter. Inga underarter finns listade.

## Bildgalleri

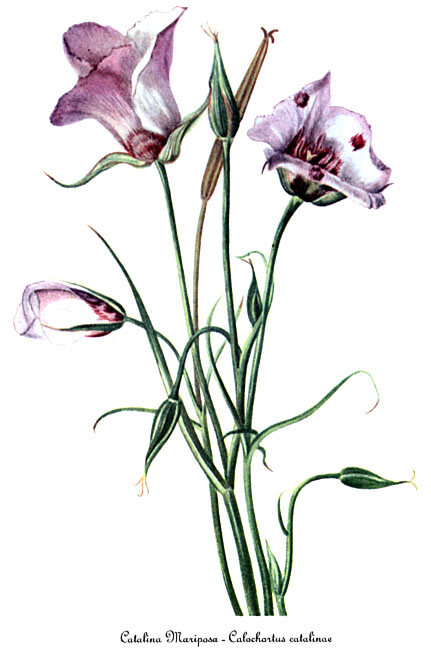